# Peregrine Pollen
Peregrine Michael Hungerford Polen (24 de enero de 1931-18 de febrero de 2020) fue un subastador inglés que dirigió Parke-Bernet en la década de 1960 después de que Sotheby's la comprara. Fue conocido por expandir la casa de subastas en América del Norte y aportar un toque dramático a las subastas.

## Primeros años de vida
Pollen nació de Walter Michael Hungerford Pollen, un industrial del acero, y Rosalind Frances Pollen, née Benson, hija de Robert Henry Benson, un conocido banquero de Londres, el 24 de enero de 1931. Su tío abuelo fue George Holford. Asistió a Eton College y leía idiomas modernos en Christ Church, Universidad de Oxford. Pollen luego trabajó como profesor de latín, organista en Australia, trabajador de almacén en Los Ángeles, asistente de gasolina, despensa en un transatlántico de Londres a Las Palmas, trabajador de aluminio en Kitimat, Columbia Británica, y asistente en un hospital psiquiátrico. Hizo su servicio nacional en el Royal Rifle Corps del Rey antes de convertirse en ayudante de campo de la gobernadora de Kenia, Evelyn Baring, de 1955 a 1957.

## Carrera
Pollen comenzó a trabajar para Sotheby's en 1957, llegando a convertirse en asistente del presidente de la compañía, Peter Wilson, antes de convertirse en el primer representante de la compañía en la ciudad de Nueva York en 1960. Después de que la compañía comprara Parke-Bernet en 1964, en ese momento la casa de subastas más grande de Estados Unidos, se convirtió en el director de Sotheby Parke-Bernet. La expandió por toda América, abriendo instalaciones en Houston, Denver, Los Ángeles, Buenos Aires y São Paulo. También encabezó la apertura de PB 84, una tienda de descuento, en la ciudad de Nueva York en 1968.
Como subastador, fue conocido por tener un estilo dramático. En una subasta de 1967 del tesoro de la Flota de Indias de 1715, Pollen trajo un guacamayo parlante y proyectó imágenes de la flota en las paredes de la sala de subastas. Para obtener pinturas impresionistas de Buenos Aires, una vez las ocultó en un cartel de los Beatles. Más adelante, Pollen tuvo un caique de América del Sur llamado Papagoya, que lo acompañaba por la ciudad y, según los informes, era adicto al alcohol. Supervisó las subastas de numerosos artículos, incluida la colección de Helena Rubinstein y el tesoro rescatado de la flota de 1715. Pollen supervisó un aumento espectacular en las ventas de Parke-Bernet; en 1964 cuando fue comprado, sus ventas fueron de $11 millones. Para 1966, las ventas de las casas de subastas fueron de $23.5 millones y de $38.5 millones en 1970.
En 1972, Pollen se convirtió en vicepresidente de Sotheby's y regresó a Inglaterra. Como el mayor accionista privado de la empresa (con el cinco por ciento), Pollen fue considerado el probable sucesor de Wilson como presidente de la empresa hasta que la empresa comenzó a perder dinero, lo que muchos atribuyeron a la expansión excesiva. Cuando Gordon Brunton fue nombrado presidente después de la jubilación de Wilson, Pollen dejó la empresa y se retiró en 1982.

## Vida personal y fallecimiento
En 1958 se casó con Patricia Helen Barry. Tuvieron tres hijos, incluida Arabella Pollen, antes de divorciarse en 1972 y volver a casarse en 1978. Patricia Barry murió en 2016. Vivió en Norton Hall, Gloucestershire, donde plantó entre 6.000 y 8.000 árboles, y fue administrador del Westonbirt Arboretum. Pollen murió el 18 de febrero de 2020.